# Аллисон, Фрэд
Фрэд Аллисон (англ. Fred Allison; 4 июля 1882, Глейд-Спринг — 2 августа 1974, Оберн) — американский физик и педагог.

## Биография
Ф. Аллисон родился в городке Глейд-Спринг (штат Виргиния). В 1904 он окончил Эмори и Генри колледж в Эмори (штат Виргиния), где впоследствии был профессором (1911—1920). Затем преподавал в Обернском университете (штат Алабама).

## Научная деятельность
Работы Аллисона посвящены оптике и ядерной химии. В своих исследованиях он развил магнитооптический метод анализа проб для обнаружения редких элементов и изотопов. В 1931 Аллисон объявил о доказательствах существования дейтерия, а в 1932 — франция и астата. Хотя псевдонаучный характер метода был установлен уже через несколько лет, ложные приписывания и предложенные Аллисоном названия фигурировали в справочниках еще достаточно долго.